# Państwowe Liceum Sztuk Plastycznych im. Artura Grottgera w Supraślu
Państwowe Liceum Sztuk Plastycznych im. Artura Grottgera w Supraślu – państwowa średnia szkoła plastyczna w Supraślu, powstała w 1944 roku. Siedziba szkoły mieści się w dawnym pałacu Buchholtza. Absolwenci liceum uzyskują tytuł plastyka w jednej z czterech specjalności: tkanina artystyczna, techniki rzeźbiarskie, techniki druku artystycznego i realizacje intermedialne. Tytuł upoważnia do wykonywania tego zawodu.

## Historia szkoły
Historia dzisiejszego Liceum Plastycznego w Supraślu rozpoczyna się po II wojnie światowej, kiedy to po wyzwoleniu Białegostoku w ciągu kilku miesięcy, ówczesny dyrektor, artysta plastyk Stanisław Stolarczyk zorganizował Koedukacyjną Średnią Szkołę Malarstwa i Rzemiosł Artystycznych, która zaczęła działać w listopadzie 1944 r.
Wojewoda białostocki dr Jerzy Sztachelski przydzielił szkole najmniej zniszczony w czasie działań wojennych budynek w centrum miasta przy ul. Kilińskiego 7, gdzie od stycznia 1945 roku zaczęła funkcjonować Szkoła Malarstwa i Rzemiosł Artystycznych, mieszcząc się tam aż do 1959 roku. 1 września 1959 roku decyzją Wojewódzkiej Rady Narodowej w Białymstoku Liceum zostało przeniesione do obecnej siedziby – pałacu Buchholtzów w Supraślu.
W ciągu 55 lat zmieniał się kilkakrotnie profil szkoły. W roku 1950 dotychczasowe Liceum Sztuk Plastycznych zostało przemianowane na Państwowe Liceum Technik Plastycznych i działało jako pięcioletnia średnia szkoła zawodowa ze specjalnością tkactwa artystycznego, wprowadzono też obowiązkowe praktyki zawodowe w klasach III i IV.
Później uruchomiono nową specjalizację o nazwie pamiątkarstwo, przemianowaną na formy użytkowe, która od 1 września 1968 roku została wprowadzona do programu nauczania obok tkactwa. W 1978 roku rozpoczęto remont szkoły i budowę nowych pomieszczeń. Od 1 września 1982 roku w myśl zarządzenia Ministra Kultury i Sztuki zmieniono nazwę szkoły na Państwowe Liceum Sztuk Plastycznych.

## Budynki

### Pałac Buchholtza

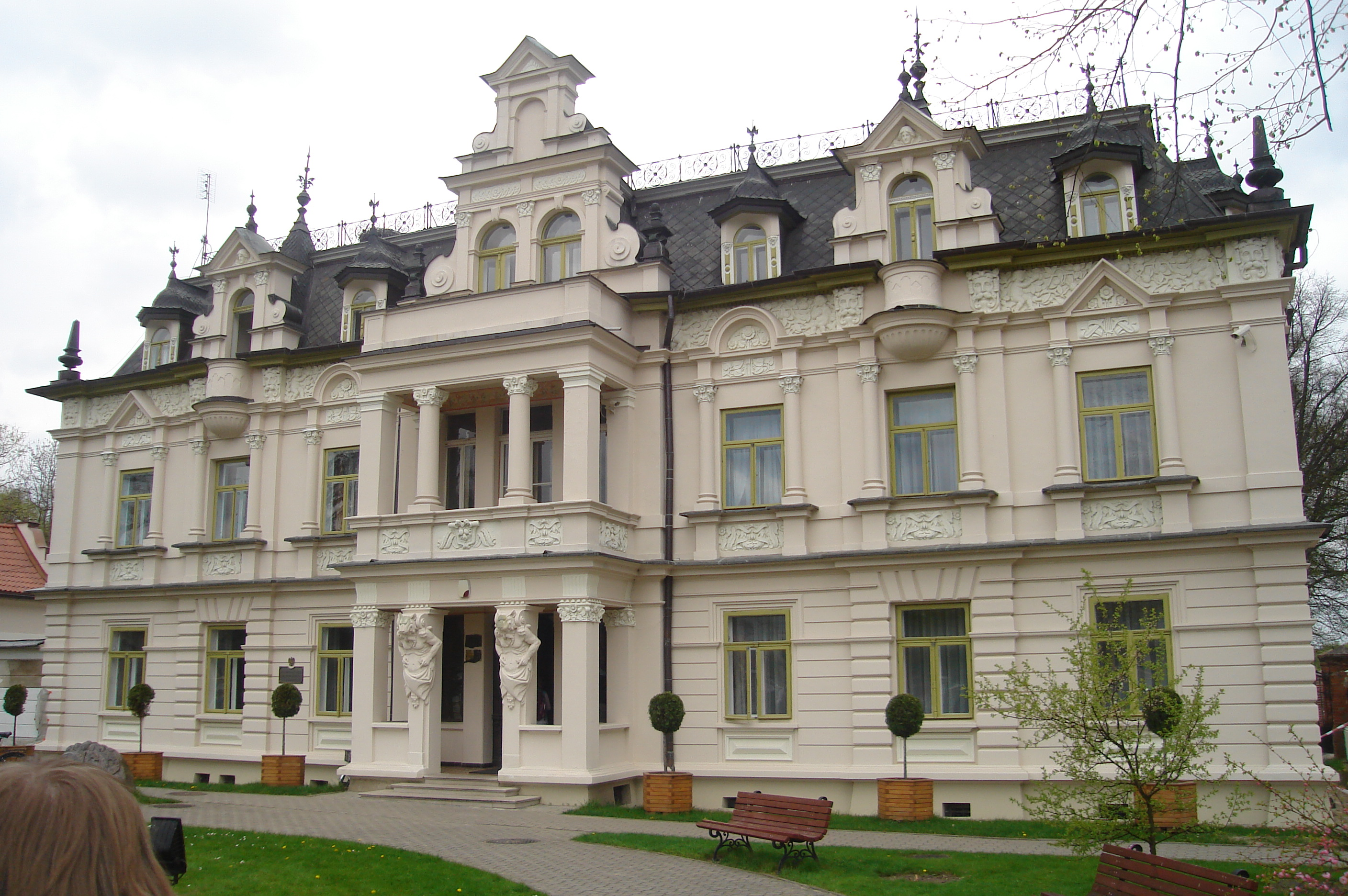
Pałac Buchholtzów - front

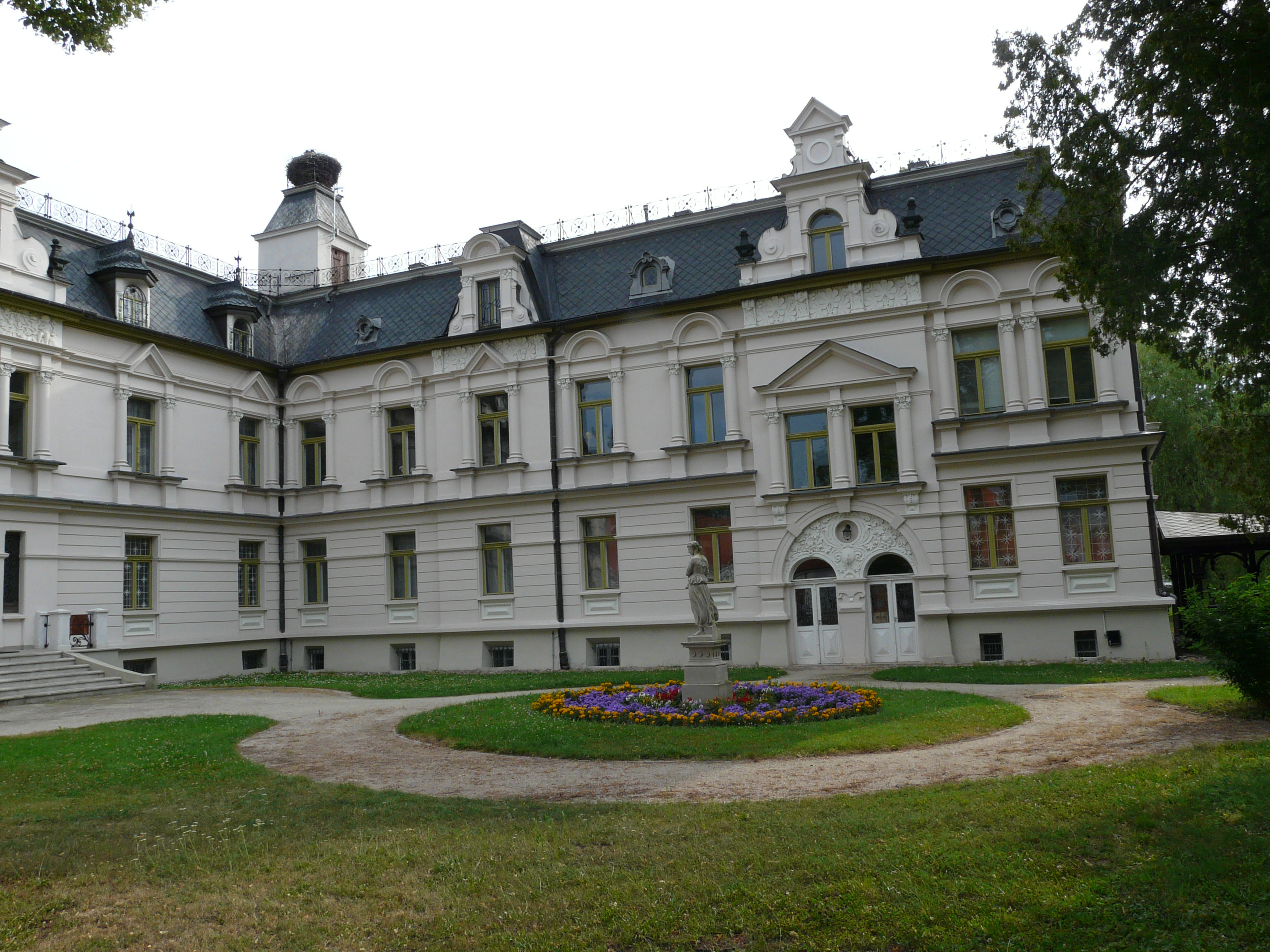
Pałac Buchholtzów - tył

Pałac Buchholtzów w którym mieści się główny budynek szkoły wzniesiono prawdopodobnie między rokiem 1892 a 1903, a następnie rozbudowano go do granic istniejącego obecnie. Brak jest informacji o autorze projektów całego zespołu. Prawdopodobnie Adolf Buchholtz zbudował ten pałac wkrótce po zawarciu związku małżeńskiego z Adelą Marią Scheibler.
Początkowo był to niewielki pałacyk, usytuowany w pobliżu fabryki, który w późniejszym okresie został rozbudowany, poprzez dodanie od strony zachodniej skrzydła bocznego oraz wieży. Przy okazji zmieniono wystrój pałacu zarówno wewnętrzny, jak i zewnętrzny.
Po II wojnie światowej pałac przeznaczony został na cele szkolnictwa średniego. W pierwszych latach po wojnie użytkowany był przez Technikum Finansowe, a w roku 1959 pałac przekazano Liceum Plastycznemu.
Pałac wchodzi w skład zespołu pałacowo – parkowego. Jest to budynek murowany z cegły, otynkowany, z dachem krytym blachą miedzianą. Prawie wszystkie stropy są drewniane, wzmocnione prętami. Wyjątek stanowią tylko stropy nad piwnicami, gdzie sklepienia są ceglane. Schody z białego marmuru, jednobiegowe. Rzut pałacu ma kształt litery „L” (korpus główny i skrzydło). W miejscu złączenia znajduje się czterokondygnacyjna wieża, kryta dachem czterospadowym. Oba budynki są dwukondygnacyjne, podpiwniczone, kryte mansardowymi, łamanymi dachami. Korpus główny jest dwutraktowy zaś skrzydło jednotraktowe.
Na osi korpusu głównego znajduje się portyk balkonowy (we frontonie), wsparty w pierwszej kondygnacji na dwóch parach filarów z głowicami, a w drugiej występują kolumny z głowicami. Facjata zakończona jest szczytem architektonicznym z blendą (wnęką) okienną ujętą w parę pilastrów i wolut.
Pałac posiada bardzo bogaty wystrój w stylu secesyjnym. 1 lutego 1978 r. została podjęta decyzja o renowacji i ewentualnej modernizacji pałacu pod kierownictwem Pracowni Konserwacji Zabytków w Białymstoku.
Pałac Buchholtzów, pod nadzorem konserwatora zabytków, przy udziale funduszy z Unii Europejskiej, odzyskuje aktualnie dawną świetność. W ramach prac remontowych odnowiono plafonierię w obecnej czytelni, część polichromii, odrestaurowano elewacjię zgodnie z oryginalną kolorystyką, a także zrekonstruowano atlanty na kolumnach portalu.

### Budynek stróża
Budynek stróża został wybudowany prawdopodobnie między 1910 a 1920 rokiem, jako najmłodsza budowla zespołu pałacowo-parkowego. Jego powstanie wiąże się z działalnością Adeli Buchholtz. Po śmierci męża w 1904 roku, Adela sprzedała fabrykę Szymonowi Cytronowi, a za otrzymane pieniądze zakończyła rozpoczęte inwestycje, w tym między innymi budowę stajni i kordegardy.
Jest to budynek wolno stojący, jednokondygnacyjny, niepodpiwniczony z użytkowym poddaszem i czterospadowym dachem. Rzut budynku jest prostokątny, z płaskimi ryzalitami z czterech stron. Posiada dwa mieszkania: od strony zachodniej o czterech pomieszczeniach i o dwóch pomieszczeniach od wschodu.

### Koniusznia

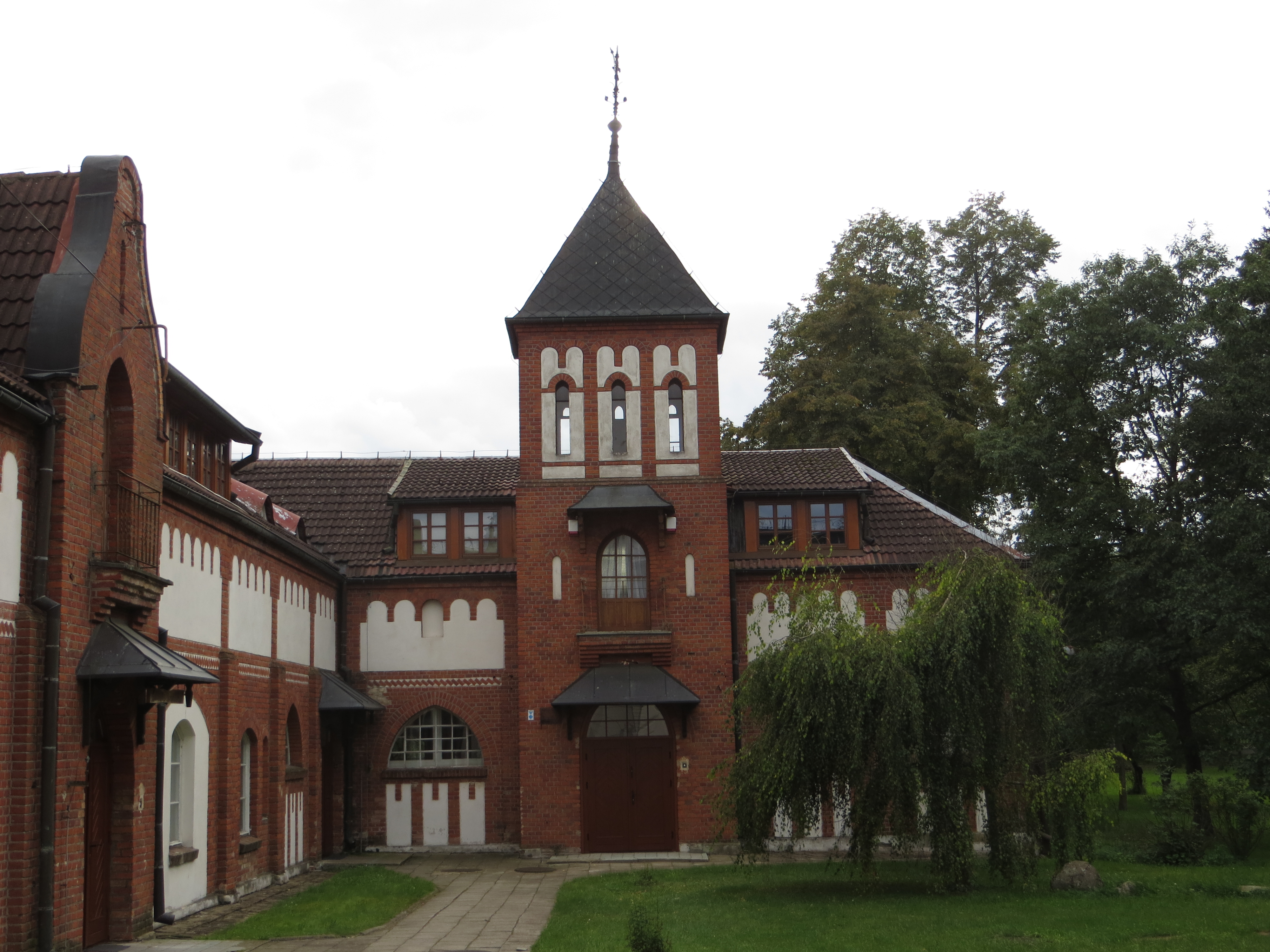
Koniusznia

Budynek został zrealizowany prawdopodobnie w 1903 roku (data potwierdzona na chorągiewce wieży). Na planie z 1892 roku w miejscu lokalizacji koniuszni zaznaczono budynek na planie prostokąta. Przypuszcza się, iż w 1903 roku budynek ten rozebrano i postawiono nowy, lub gruntownie przebudowano, ponieważ aktualna koniusznia ma w planie kształt litery „L”.
Po 1960 roku budynek ten zaadaptowano na warsztaty Liceum Plastycznego. Obecnie większą część okupują tkacze, a część parteru przeznaczono na salę gimnastyczną. W okresie od lutego 1988 do sierpnia 1991 wykonano gruntowny remont.
Koniusznia położona jest na zachód od pałacu i stróżówki. Fundament budynku wykonany został z kamienia polnego na zaprawie, górna część z cegły. Dach pokryty jest dachówką ceramiczną. Na dachu wieży jest blacha miedziana kładziona w „łuskę”. Więź dachowa w skrzydle dłuższym jest drewniana, konstrukcji krokwiowo-jętkowej, w skrzydle krótszym – kleszczowo-płatwiowej. Dach w skrzydle dłuższym jest dwuspadowy, w wieży – namiotowy. Bryła dachu urozmaicona jest lukarnami oraz daszkami pulpitowymi.

## Dyrektorzy szkoły
- artysta plastyk Stanisław Stolarczyk (1944–1945),
- Jan Mroziński (1945–1948),
- Willhelm Ossecki (1948–1949),
- artysta plastyk Tadeusz Bołoz (1949–1951),
- artysta plastyk Wiktor Gutkiewicz (1951–1954),
- Józef Wojtulewski (1956–1976),
- artysta plastyk Wojciech Załęski (1976–1979),
- mgr Danuta Klimowicz (1979–1981),
- Zenon Gruszewski (1981–1999)
- mgr Wojciech Sokólski (1999–)

## Nauczyciele
- Janusz Debis

## Znani absolwenci
- Leon Tarasewicz
- Andrzej Legus
- Stanisław Trzeszczkowski
- Tomasz Świerbutowicz
- Walenty Wróblewski
- Andrzej Dworakowski
- Jadwiga Szczykowska-Załęska
- Janusz Debis
- Teresa Adamowska
- Maria Olek-Sękowska
- Lech Polcyn